# 아다치군

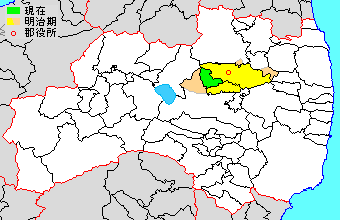
아다치 군의 위치

아다치군(일본어: 安達郡, あだちぐん)은 일본 후쿠시마현 서부(이와시로국)의 군이다.
인구 8,950명, 면적 79.44km², 인구밀도 113명/km².(2025년 3월 1일, 추계인구)
이하 1개의 촌으로 구성된다.
- 오타마촌(大玉村)

## 군역
1878년(메이지 12년)에 아다치군이 발족할 당시의 군역은 오타마촌 외에 아래 지역을 포함한다.
- 니혼마쓰시 전역
- 모토미야시 전역
- 고리야마시의 일부
- 후쿠시마시의 일부
- 다테군 가와마타정의 일부

## 역사
- 2005년 12월 1일 - 아다치정·이와시로정·도와정이 니혼마쓰시와 합병해 니혼마쓰시가 성립, 군에서 이탈하였다.
- 2007년 1월 1일 - 모토미야정·시라사와촌이 합병해 모토미야시가 성립, 군에서 이탈하였다.